# Liste der Monuments historiques in Bazoges-en-Pareds
Die Liste der Monuments historiques in Bazoges-en-Pareds führt die Monuments historiques in der französischen Gemeinde Bazoges-en-Pareds auf.

## Liste der Bauwerke
| Bezeichnung                    | Beschreibung | Standort             | Kennzeichnung | Schutzstatus | Datum     | Bild           |
| ------------------------------ | ------------ | -------------------- | ------------- | ------------ | --------- | -------------- |
| Schloss mit Taubenturm         |              | (Lage)               | PA00110036    | Inscrit      | 1927 2003 | weitere Bilder |
| Dolmen Pierre-Levée des Landes |              | (Lage)               | PA00110034    | Classé       | 1927      | weitere Bilder |
| Motte du Plessis Bouchard      |              | (Lage)               | PA00110302    | Inscrit      | 1991      |                |
| Nécropole des Cous             |              | Fief des Cous (Lage) | PA00110035    | Classé       | 1959      | weitere Bilder |